# Legiunea a V-a Alaudae

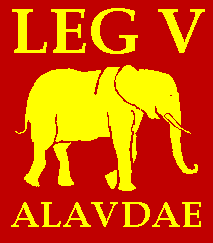

Legio quinta Alaudae adică Legiunea a V-a Alaudae a fost creată de Iulius Cezar în 52 î.Hr. din celți nativi în Galia. În anul 70 a suferit pierderi grele în revolta batavilor. Legiunea a fost refăcută, dar, în anul 86, sub comanda generalului Cornelius Fuscus, a fost distrusă de daci în Prima Bătălie de la Tapae.
Simbolul legiunii a fost elefantul. Supranumele de alaudae (ciocârliile), provine de la creasta coifului (în latină crista) purtat de soldații acestei legiuni.

## Angajamente
- Bătălia de la Thapsus, 46 î.Hr.
- Bătălia de la Munda, 45 î.Hr.
- Bătălia de la Forum Gallorum și Mutina, 43 î.Hr.
- Bătălia de la Philippi, 42 î.Hr.
- a păzit frontiera de la Rin: 19 î.Hr. - 69 AD
- Prima bătălie de la Bedriacum, 69, în armata împăratului Vitellius